# Diecéze nitranská
Diecéze nitranská je jedno ze slovenských římskokatolických biskupství, se sídlem v katedrále svatého Jimrama v Nitře. Sahá od hranic s Moravou až po Dunaj, kromě Nitry zahrnuje např. Trenčín, Nové Zámky, Topoľčany, Zlaté Moravce nebo Štúrovo. Má rozlohu 5 932 km² a jejím současným sídelním biskupem je Viliam Judák. Spolu s metropolitní arcidiecézí bratislavskou, arcidiecézí trnavskou a diecézemi banskobystrickou a žilinskou tvoří Západní (resp. Západoslovenskou) církevní provincii. Je nejstarší diecézí vzniklou na území Slovenska a jedinou, která zde během celého středověku měla sídlo.

## Historie
Nitranská diecéze vznikla v roce 880 vyčleněním z diecéze řezenské, jako velkomoravské biskupství podřízené panonskému arcibiskupovi, což byl tehdy Metoděj. Prvním nitranským biskupem papež Jan VIII. na přání knížete Svatopluka jmenoval švábského duchovního Wichinga. Jelikož se však Wiching odmítal Metodějovi podřídit, ten jej (krátce před svou smrtí) sesadil a uvrhl do klatby[nepřesný odkaz]. Roku 885 mu byl papežem Štěpánem V. úřad vrácen, načež v něm Wiching setrval až do roku 891 nebo 892, kdy musel kvůli své zradě (podporoval Arnulfa Korutanského proti Svatoplukovi) Velkou Moravu opustit.
Po pádu Velké Moravy (počátek 10. století) diecéze patrně zanikla a byla obnovena až v roce 1110 vyčleněním z arcidiecéze ostřihomské. Zahrnovala tehdy pouze město Nitru s nejbližším okolím a nesouvisející území severně odsud (zhruba Trenčínskou župu, Hornonitransko, Turiec a Oravu), které bylo později se samotnou Nitrou propojeno úzkým koridorem.
Tento rozsah měla diecéze až do roku 1776, kdy byla založena biskupství banskobystrické a spišské, k nimž byl přičleněn Turiec, resp. Orava. Pod nitranského biskupa tak kromě koridoru podél Nitry nadále spadalo prakticky jen Trenčínsko. Sufragánem Ostřihomi byla Nitra formálně až do roku 1977, kdy přešla pod nově vzniklou arcidiecézi trnavskou.
Radikální reorganizací a racionalizací slovenské římskokatolické územní správy roku 2008 byl rozsah nitranské diecéze upraven do současné podoby.

## Sídlo
Sídelním kostelem nitranského biskupa je Katedrála svatého Jimrama. Původně románský kostel, jehož vznik se datuje do 11. až 12. století, je nejstarší dochovanou částí katedrály. Je zasvěcen biskupu a mučedníkovi Jimramovi, misionáři a patronovi Bavorska ze 7. století. Po požáru v druhé polovině 13. století ho přestavěli a po zničení vojskem knížete Matúše Čáka Trenčanského v roce 1317 připojili k novostavbě gotického kostela. Gotickou přestavbu sakrálního komplexu začal biskup Meško v roce 1333 a práce byly dokončeny v roce 1355. Přestavbou se výrazně změnila dosavadní podoba kostela sv. Jimrama. Pozdně románská krypta zanikla a zasypali ji. Za vlády Matyáše Korvína byla románská část hradního kostela opět vypálena.

## Děkanáty
Diecéze se člení na 17 děkanátů:
- Bánovce nad Bebravou
- Bošany
- Hronský Beňadik
- Lužianky
- Močenok
- Nemšová
- Nitra
- Nitrianské Rudno
- Nové Zámky
- Radošina
- Štúrovo
- Šurany
- Topoľčany
- Trenčín
- Vráble
- Zlaté Moravce
- Želiezovce

Samostatně vyčleněnou jednotkou je Nitranský hrad.